# Богунія
Богунія (колишні назви — Врангельгоф, Врангелівка) — історична місцевість, житловий масив, що розташований на території Житомира. Колишній хутір, адміністративний центр Богунської сільської ради.

## Розташування
Місцевість розташована на правому березі річки Кам'янки, лівому березі річки Лісова та правому березі струмка Довжик.
Богунія межує з наступними місцевостями: на півночі — з Соколовою Горою, на сході — з Чулочкою та Суриною Горою (мікрорайон Хмільники), на південному сході — з Новою Руднею, на півдні — з хутором Шевченка. 

## Історія
Назва «Богунія» походить від 130-го Богунського стрілецького полку, що дислокувався тут, починаючи з 1921 року.

### Хутір
Невеличке поселення Врангельгоф Троянівської волості Житомирського повіту, що виникло неподалік урочища Кокоричанка, на землях дружини балтійського німця, віце-губернатора Людвіга Андрійовича фон Врангеля (нім. Nils Ludwig von Wrangell zu Addinal) — баронеси Анни Володимирівни фон Врангель (уродж. Чевкіна). Навесні 1850 року вдова по маршалку Олександру Даховському, Геновефа (Женев'єва) Карлівна Даховська (уродж. Грушецька) придбала хутір у Анни фон Врангель. В описах Житомира за 1863 рік є згадка про хутір Даховського, що неподалік Врангелівки.
У другій половині XIX ст. через Врангелівку було прокладено шосейну дорогу Київ — Брест-Литовський, при цьому побудовано дерев'яний міст через річку Кам'янку. В історичних джерелах зустрічаються спогади, що на Врангелівці доволі часто відбувались пограбування та вбивства, особливо небезпечно було в нічний час. Ситуація змінилася, коли в 1890-х роках на хуторі побудували кам'яні казарми, де розмістився 125-й піхотний Курський полк. При казармах було виділено невеличке приміщення для розміщення православної каплички. Силами командира полку Рєпіна та полкового священника Якова Піотуха капличка була значно збільшена. Для цього зайняли декілька житлових кімнат, прибудували дзвіницю з куполом, всередині — одноярусний іконостас. У жовтні 1894 року Модестом, архієпископом Волинським та Житомирським, було освячено церкву. З 1895 і до початку Першої світової війни у Врангелівці перебував 19-й піхотний Костромський полк. У 1905 році через річку Кам'янку, на місті старого мосту, побудовано новий, залізобетонний міст.
У 1906 році — хутір Врангелівка (рос. Врангелевка) Троянівської волості (6-го стану) Житомирського повіту Волинської губернії. Відстань до повітового та губернського центру, м. Житомир, становила 1 версту, до волосного центру, містечка Троянів — 20 верст. Найближче поштово-телеграфне відділення розташовувалося в Житомирі.
В 1914 році на хуторі Врангеля розташовувався Галицький 20-й піхотний полк. У 1921 році у Врангелівських казармах дислокувався 130-й Богунський стрілецький полк. З 1922 року Врангелівка отримала нову назву — Богунський хутір.
У 1923 році увійшов до складу новоствореної Врангелівської (від 28 червня 1923 р. — Богунська) сільської ради, котра, від 7 березня 1923 року, стала частиною новоутвореного Троянівського району Житомирської (згодом — Волинська) округи, адміністративний центр ради. Розміщувався за 22 версти від районного центру, міст. Троянів.
15 вересня 1930 року, відповідно до постанови ВУЦВК та РНК СРСР від 2 вересня 1930 року «Про ліквідацію округ та перехід на двоступеневу систему управління», хутір, в складі сільської ради, підпорядковано Житомирській міській раді.
23 серпня 1934 року, відповідно до постанови Президії ВУЦВК «Про поширення міської смуги м. Житомира», хутір приєднано до меж міста Житомира.

#### Населення
Кількість населення у 1906 році становила 63 особи, дворів — 9.
Станом на 1923 рік в поселенні налічувалося 137 дворів та 622 мешканці.

### В складі Житомира
У 1935 році поблизу Богунії заснована фабрика панчішних виробів. Пізніше серед місцевих жителів виник неформальний топонім «Чулочка». У 1941 році німецькі війська, що зайняли Житомир, на базі Богунських казарм створили табір для радянських військовополонених, що згодом отримав назву Шталаг 358. Через який пройшло до 100 тис радянських воїнів-полонених. У 1946 році казарми зайняла офіцерська школа стрільби. А вже 1947 року тут створено Житомирське Червонопрапорне зенітно-артилерійське училище, яке з роками отримало назву Житомирський військовий інститут імені С. П. Корольова.
У 1973 році був утворений Богунський адміністративний район. На місті Богунського моста у 1980 році постав новий міст на шість смуг руху.